# Sevan
 Ovo je glavno značenje pojma Sevan. Za grad u Armeniji pogledajte Sevan (grad).
Sevan (armenski Սևանա լիճ) je najveće slatkovodno jezero Armenije, najveće jezero u Kavkaskoj regiji, te nadmorskom visinom od 1900 metara jedno od najviših jezera na svijetu. Zajedno s jezerima Van i Urmija predstavlja jedno od tri velika jezera starovjekovne Armenije. Površina mu je 940 km² i duboko je do 83 metra. Ima 28 pritoka i samo jedan odtok, rijeku Hradzan, pritok Araksa.
Veliki projekt djelomičnog isušivanja jezera započele su sovjetske vlasti 1933., po planovima iz 1910. godine. Razina jezera snižena je za 19 metara, što je smanjilo zapreminu jezera s 58,5 milijardi kubnih metara na oko 34,0 milijarde, a površinu s 1416,2 na 1238,1 km². Ovaj projekt obustavljen je 1956. godine. Vlasti su od tada izgradnjom tunela za dovod vode pokušavale stabilizirati razinu jezera koji je danas 20 metara ispod prvobitne. 

## Vanjske poveznice
|  | Zajednički poslužitelj ima još gradiva o temi Sevan |

- www.sevan.am Sve o jezeru Sevan  Arhivirana inačica izvorne stranice od 5. svibnja 2007. (Wayback Machine)
- Informacije i fotografije